# 1907 год в авиации
Список событий в авиации в 1907 году.

## Персоны

### Родились
- 6 мая — Николай Францевич Гастелло, Герой Советского Союза, советский военный лётчик, участник трёх войн, капитан. Погиб во время боевого вылета, направил горящую машину на механизированную колонну врага.
- 4 июля — Баландин, Сергей Степанович, советский конструктор авиационных двигателей.
- 2 августа — Супрун, Степан Павлович, выдающийся советский лётчик-испытатель, военный лётчик-истребитель.
- 8 октября — Осипенко, Полина Денисовна, советская лётчица, участница перелётов; одна из первых женщин, удостоенная звания Герой Советского Союза.